# Кийсман, Янек
Янек Кийсман (эст. Janek Kiisman; 3 января 1977, Тарту) — эстонский футболист, центральный защитник. Выступал за национальную сборную Эстонии.

## Биография

### Клубная карьера
Начал выступать на взрослом уровне в клубе ДАГ (Тарту), первые матчи в чемпионате Эстонии сыграл в сезоне 1992/93 в 16-летнем возрасте.
В ходе сезона 1994/95 перешёл в таллинскую «Флору». За основную команду «Флоры» провёл 12 матчей в высшей лиге в сезонах 1994/95 и 1995/96, а большую часть времени играл на правах аренды за фарм-клубы. Стал чемпионом Эстонии сезона 1994/95.
Всего в высшем дивизионе Эстонии сыграл 77 матчей.
В ходе сезона 1997/98 вернулся в Тарту, где выступал в первом и втором дивизионах за «Меркуур» и «Таммеку». С 2003 года до конца карьеры играл за любительские клубы в низших дивизионах.

### Карьера в сборной
Выступал за сборные Эстонии младших возрастов, всего сыграл 16 матчей.
В национальной сборной Эстонии дебютировал 26 октября 1994 года в матче против Финляндии (0:7), заменив на 82-й минуте Лембита Раяла. На следующий год принял участие в шести матчах, во всех из них выходил в стартовом составе, но был заменён по ходу игры. Все матчи, в которых участвовал Кийсман, были эстонцами проиграны, в том числе три со счётом 0:7 и один со счётом 1:7.
Всего в составе сборной Эстонии в 1994—1995 годах сыграл 7 матчей, голов не забивал.

## Достижения
- Чемпион Эстонии: 1994/95